# Yuriko Yamaguchi
Yuriko Yamaguchi (山口 由里子?, Yamaguchi Yuriko; Osaka, 21 novembre 1965) è una doppiatrice giapponese.
In passato era membro di 81 Produce, una compagnia di doppiatori giapponesi, mentre adesso fa parte di Vi-Vo.
È conosciuta soprattutto per aver doppiato i personaggi di Nico Robin (One Piece) e dell'infermiera Joy (Pokémon).

## Ruoli doppiati

### TV anime
- Wedding Peach (Kachūsha)
- I grandi Detective di Agatha Christe Poirot e Marple (Mrs. Robinson)
- InuYasha (madre di Shiori)
- Gad Guard (Wanda Orman)
- Kaleido Star (Cynthia)
- Kindaichi shōnen no jikenbo (Kara)
- Eureka SeveN (Sonia Wakabayashi)
- Zatch Bell! (Balansha)
- Saiyuki (Sanbutsushin 3)
- Generator Gawl (Ryoko Saito)
- Shaman King (Matilda)
- Neon Genesis Evangelion (Ritsuko Akagi)
- Chi ha bisogno di Tenchi? (Matori, Empress Hinase)
- Outlaw Star (Reiko)
- Tsubasa RESERVoir CHRoNiCLE (Chen Hyang)
- Naruto (Orochimaru come ninja dell'Erba)

- Noir (Paulette)
- Fullmetal Alchemist (Sara Rockbell)
- Hajime no Ippo (Mama-san)
- Battle athletes daiundōkai (Lahrri Feldnunt)
- Hanaukyo Maid Team (Shikouin)
- Vampire Princess Miyu (Shinma Nami)
- Heat Guy J (Nona)
- Pokémon (Joy)
- Pokémon Advanced (Joy)
- Pokémon Diamante & Perla (Joy)
- Detective Conan (Kawai Shizuka)
- Rockman EXE (Rin Manabe)
- One Piece (Nico Robin/Miss All-Sunday, Nico Olvia, Kikyo)
- Time of Eve (Dr Ashimori)
- Dragon Ball Super (Vados, Cocotte)
- Kirakira ☆ Pretty Cure À La Mode (Satomi Usami)
- Aikatsu Friends! (Mai Chono)

### Film
- One Piece: Trappola mortale (Nico Robin)
- One Piece: La maledizione della spada sacra (Nico Robin)
- ONE PIECE THE MOVIE: Omatsuri danshaku to himitsu no shima (Nico Robin)
- ONE PIECE THE MOVIE: Karakuri-jō no meka kyohei (Nico Robin)

- One Piece: Un'amicizia oltre i confini del mare (Miss All Sunday)
- One Piece: Il miracolo dei ciliegi in fiore (Nico Robin)

### OAV
- Oh, mia dea! (Yggdrasil)
- Cutie Honey (Kanko)

- Sol Bianca (Shūtonabi)

### Videogiochi
- Conception (Reone)
- Videogiochi di One Piece (Nico Robin)
- Unlimited SaGa (Sapphire, Grace)

## Doppiatrici Italiane
- Patrizia Scianca (come Nico Robin), Marcella Silvestri (come Nico Olivia) in One Piece
- Debora Magnaghi in Dragon Ball Super (come Vados, 1^ Voce) e One Piece (Kikyo)
- Cristina Giolitti in Naruto
- Laura Brambilla in Pokémon
- Liliana Sorrentino in Neon Genesis Evangelion
- Jolanda Granato in Dragon Ball Super (come Vados, 2^ Voce; e Cocotte)